# Oude Toren (Nederwetten)

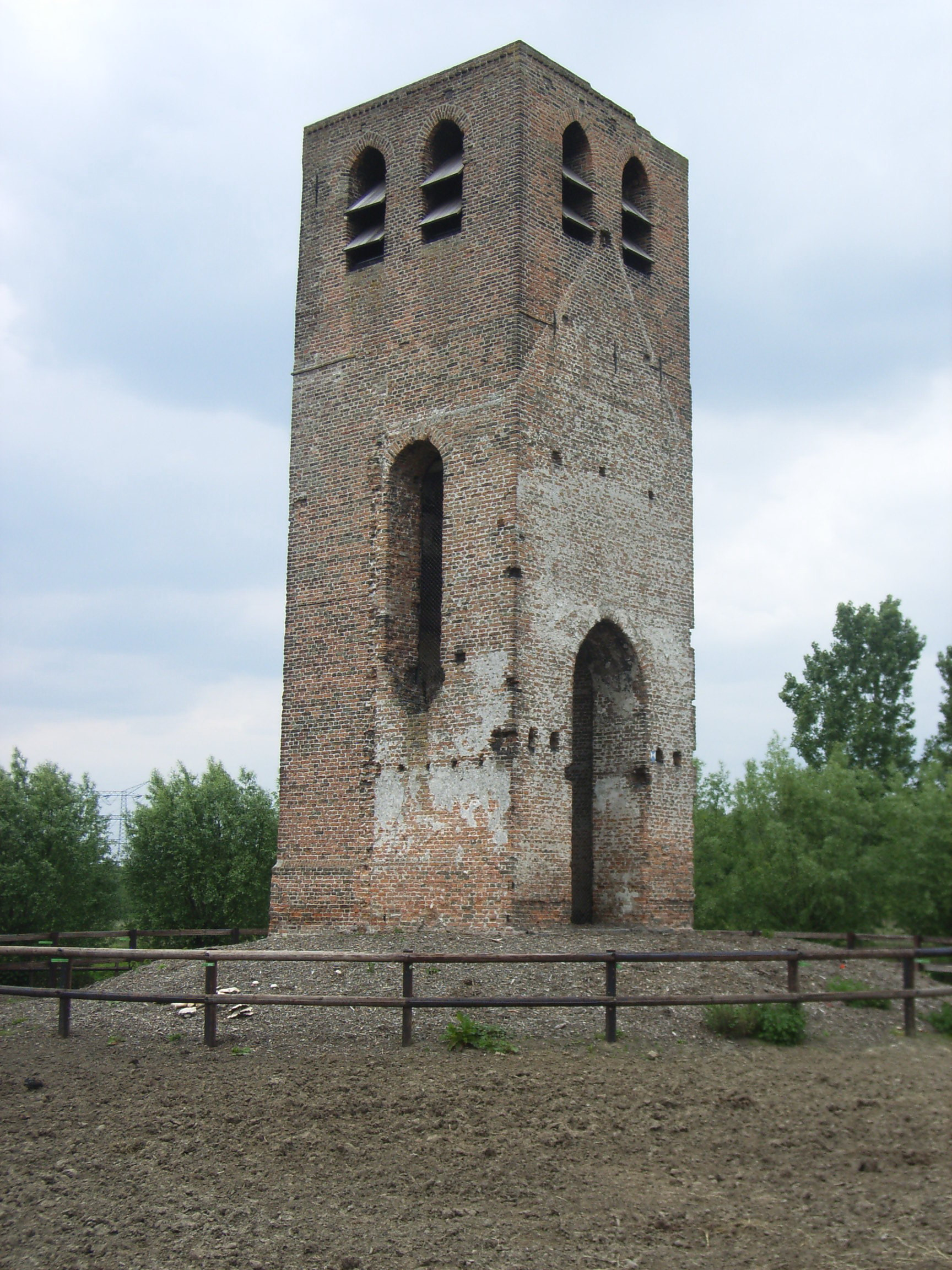
Oude Toren

De Oude Toren is een losstaande toren die zich bevindt aan Kerkhoef 16 te Nederwetten.
Vermoedelijk lag de oude kern van Nederwetten dicht bij de Dommel.
De eerste parochiekerk, de Sint-Lambertuskerk werd waarschijnlijk omstreeks 1250 gebouwd, maar de eerste documenten aangaande een zelfstandige parochie stammen uit de 14e eeuw. De rechten van de kerk lagen bij de Priorij Hooidonk. In de 15e eeuw werd aan de Kerkhoef een nieuwe dorpskerk in de stijl van de Kempense gotiek gebouwd. Deze was van 1648 tot 1700 in gebruik bij de protestanten, en van 1756 tot 1791 als raadkamer. In 1797 werd de kerk teruggegeven aan de katholieken, die van 1717 tot 1797 van een schuurkerkje gebruik maakten. De kerk aan de Dommel werd in 1898 afgebroken. In het centrum van Nederwetten was inmiddels de nieuwe Sint-Lambertuskerk gereedgekomen. De toren bleef echter behouden en werd geconserveerd. Deze staat te midden van een groepje boerderijen op enkele honderden meters ten westen van het huidige centrum van Nederwetten. Tot 1920 was de toren nog in gebruik als klokkentoren, maar toen zijn de klokken weggehaald en naar de nieuwe Sint Lambertuskerk gebracht. In 1938 is tijdens een storm de spits van de toren geblazen.
De toren is sinds 1972 een beschermd rijksmonument (nr. 30828). In 1982 zijn maatregelen getroffen om verval te stoppen, maar de toren verkeert desondanks in een vervallen staat.